# 申知非
申知非（1962年3月—），河北临城人，中华人民共和国外交官，曾任中华人民共和国驻克罗地亚共和国特命全权大使和中华人民共和国驻立陶宛共和国特命全权大使。1997年9月加入中国共产党。

## 生平
1983年，毕业于南开大学英语文学专业，进入中华人民共和国外交部工作，先进入外交学院外交专业学习1年，然后外派驻博茨瓦纳大使馆任翻译，后外派驻赞比亚大使馆任研究室干部。1988年，进入中国残联国际联络部联络处任职。1997年，任中国残联国际联络部副主任，后升任主任。2003年，任中国残联执行理事会副理事长。2010年5月，出任中华人民共和国驻克罗地亚大使。2013年，任外交部大使。2018年2月，出任中华人民共和国驻立陶宛大使。2021年8月10日，中方宣布將其召回。2021年11月21日，中立关系降为代办级，申知非不再返馆。

## 荣誉

### 外国勋章奖章
- 布拉尼米尔大公勋章（克罗地亚，2013年11月20日于萨格勒布颁授）：促进克中两国人民相互了解和友好交流[5]。